# رعاشة جميلة
رعاشة جميلة أو رعاشة العذراء (الاسم العلمي: Calopteryx virgo) (بالإنجليزية: Beautiful Demoiselle)‏ هي نوع من الحشرات يتبع جنس الرعاشة من فصيلة الرعاشية.